# Sung Si-bak
Dans ce nom coréen, le nom de famille, Sung, précède le nom personnel.
Sung Si-bak, né le 18 février 1987 à Séoul, est un patineur de vitesse sur piste courte sud-coréen.

## Palmarès

### Jeux olympiques
| Épreuve / Édition | Vancouver 2010 |
| 500 m             | Argent         |
| 1000 m            | 7e             |
| 1500 m            | 5e             |
| Relais 5000 m     | Argent         |

### Championnats du monde
| Épreuve / Édition | Milan 2007 | Gangneung 2008 | Vienne 2009 |
| 500 m             |            |                | 8e          |
| 1000 m            |            |                | 9e          |
| 1500 m            |            |                | 8e          |
| Relais 5000 m     | Or         | Or             | -           |
| Général           |            |                | 11e         |